# Kirgizië op het Türkvizyonsongfestival
Kirgizië neemt sinds de eerste editie in 2013 onafgebroken deel aan het Türkvizyonsongfestival. Het land heeft in totaal 4 keer deelgenomen aan het festival, waarvan het 1 keer wist te winnen.

## Geschiedenis

### 2013
Kirgizië was een van de 25 deelnemende landen en regio's aan het eerste Türkvizyonsongfestival. Als een van de weinige landen organiseerde de omroep een nationale finale om te bepalen welke artiest naar het Turkse Eskişehir zou gaan. In deze nationale preselectie, die bestond uit een halve finale en een finale, wist de groep Çoro de overige deelnemers te verslaan met hun nummer waardoor zij de eer kregen om Kirgizië te vertegenwoordigen. Het nummer waarmee de band zou deelnemen werd pas nadien gekozen. 
In Turkije moest de groep eerst aantreden in de halve finale. Deze werd overleefd waardoor de groep twee dagen later mocht optreden in de finale. Hierin was Kirgizië als elfde aan de beurt. De groep finishte als achtste op twaalf deelnemers.

### 2014
Ook het jaar nadien besloot de omroep deel te nemen aan het festival. Opnieuw werd een nationale preselectie georganiseerd om de Kirgizische inzending te bepalen. Anders dan het voorgaande jaar bestond de preselectie nu uit een halve finale achter gesloten deuren en werd enkel de finale uitgezonden op televisie. In deze finale namen de 10 beste inzendingen het op tegen elkaar. Aan het eind van de rit werd het duo Non-Stop met het lied Seze bil uitgeroepen tot winnaars. Vooral het publiek koos massaal voor Non-Stop met bijna 46% van de stemmen. 
De tweede editie van het festival vond plaats in Kazan in de Russische deelrepubliek Tatarije. In de halve finale trad Kirgizië als dertiende op. Met 190 punten eindigde Non-Stop op de zesde plaats waardoor ze zich ruimschoots kwalificeerden voor de finale. In die finale moest Kirgizië als zevende optreden, na Basjkirostan en voor Turkmenistan. Toen alle punten binnen waren, bleek dat Non-Stop op de vierde plaats geëindigd was.

### 2015
Het jaar nadien was Kirgizië opnieuw van de partij. Jiidesh İdirisova won de nationale preselectie en mocht naar het Turkse Istanboel. Voor het eerst was er geen halve finale op het Türkvizyonsongfestival, maar traden alle 21 deelnemers aan in één grote finale. Kirgizië was als elfde aan de beurt, na de inzending van Kazachstan en voor Kosovo. Aan het einde van de avond bleek dat Kirgizië het festival voor de eerste maal gewonnen had. İdirisova kreeg 194 punten, negen meer dan Orda uit Kazachstan.

### 2016
De Kirgizische omroep maakte in september 2016 bekend dat het land ook zou deelnemen aan de vierde editie in 2016 dat opnieuw in Istanboel georganiseerd zou worden. Begin december werd het festival echter verplaatst naar maart 2017 en zou de organisatie in handen komen van de Kazachse omroep. Uiteindelijk werd ook deze datum verschoven naar september 2017 en daarna helemaal geannuleerd. De omroep had nog geen nationale finale georganiseerd.

### 2020
Bij de heropstart van het festival in 2020 was Kirgizië opnieuw van de partij. Wegens de korte inschrijfdeadline werd besloten om geen nationale finale te organiseren, maar om de inzending intern te kiezen. De keuze viel op Aiganysh Abdieva en haar lied Yupiter. Omwille van de coronapandemie moesten alle deelnemers hun inzending op voorhand filmen en vond het festival zodoende online plaats. Abdieva kwam als 17de aan de beurt en sloot de avond af op de 16de plaats. Dit was de eerste keer dat een Kirgizische inzending niet bij de beste tien wist te eindigen.

## Kirgizische deelnames
| Jaar | Artiest           | Titel     | Fin. | Ptn. | Semi | Ptn. | Taal       |
| ---- | ----------------- | --------- | ---- | ---- | ---- | ---- | ---------- |
| 2013 | Çoro              | Kajgyrba  | 8    | 183  | -    | -    | Kirgizisch |
| 2014 | Non-Stop          | Seze bil  | 4    | 196  | 6    | 190  | Kirgizisch |
| 2015 | Jiidesh İdirisova | Kim bilet | 1    | 194  |      |      | Kirgizisch |
| 2020 | Aiganysh Abdieva  | Yupiter   | 16   | 176  |      |      | Kirgizisch |

| Kleur | Betekenis      |
| ----- | -------------- |
|       | Eerste plaats  |
|       | Tweede plaats  |
|       | Derde plaats   |
|       | Laatste plaats |
|       | Gastland       |